# 斯大林格勒站
史達林格勒站（法語：Stalingrad）是巴黎地鐵的一個車站，位於巴黎10區和巴黎19區的交界處，也是巴黎地鐵2號線、5號線、7號線的交會車站。車站的名稱來自於史達林格勒戰役。

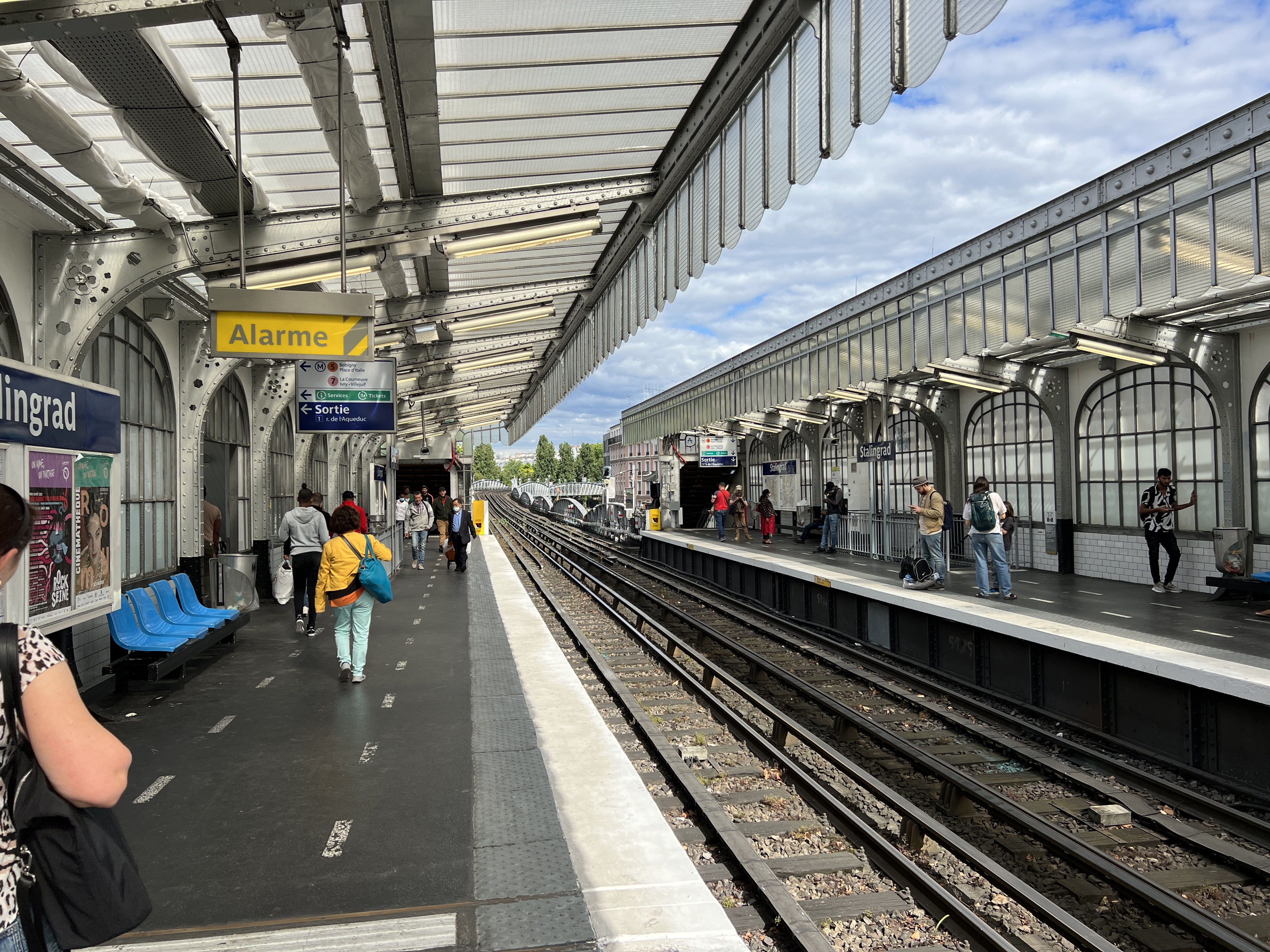
2號線月台 (2022年7月)

## 車站結構
| 2號線月台 | 側式月台，右側開門 | 側式月台，右側開門     |
| 2號線月台 | 西行               | 往太子妃门（拉沙佩勒） |
| 2號線月台 | 東行               | 往民族廣場（饒勒斯）   |
| 2號線月台 | 側式月台，右側開門 |                        |

| 1F | 2號線夾層 |

| 街道 |

| B1 | 月台連接夾層 |

| 5號線月台 | 側式月台，右們開門 | 側式月台，右們開門                   |
| 5號線月台 | 南行               | ← 往意大利廣場（巴黎北站）           |
| 5號線月台 | 北行               | → 往博比尼-巴勃羅·畢卡索（饒勒斯） → |
| 5號線月台 | 側式月台，右側開門 |                                      |

| 7號線月台 | 側式月台，右側開門 | 側式月台，右側開門                               |
| 7號線月台 | 西行               | ← 往猶太城-路易·阿拉貢/伊夫里市政厅（路易·布朗） |
| 7號線月台 | 東行               | → 往新庭-1945年5月8日（里凯） →                  |
| 7號線月台 | 側式月台，右側開門 |                                                  |